# Atamaita
Atamaita je bio satrap Elama u jesen 521. pr. Kr. Njegovo ime je perzijska izvedenica elamskog osobnog imena Atta-hamiti-Inšušinak što znači „bog Inšušinak je dobar otac“.
Darijevi Behistunski natpisi spominju tri pobunjena vladara koji su bili priznati kao kraljevu u Elamu, nakon što je Darije Veliki svrgnuo uzurpatora Gaumatu s prijestolja Perzijskog Carstva. Prvi pobunjenik bio je Aššina čiji je ustanak započeo u listopadu 522. pr. Kr., no Perzijanci su vrlo brzo ugušili njegovu pobunu. Nakon njega vladao je Martija, no prilikom približavanja Darijeve vojske elamsko stanovništvo ga je pogubilo.
Atamaita je podigao novi ustanak u jesen 521. pr. Kr., no porazio ga je perzijski general Gobrias koji je nakon toga imenovan elamskim satrapom.

## Poveznice
- Darije Veliki
- Gobrias
- Martija
- Aššina

| Prethodnik:                                   | Satrap Elama (lipanj 521. - jesen 521. pr. Kr.) | Nasljednik:                                 |
| Martija (listopad 522. - lipanj 521. pr. Kr.) | Satrap Elama (lipanj 521. - jesen 521. pr. Kr.) | Gobrias (jesen 521. - jesen 490-ih pr. Kr.) |

## Vanjske poveznice
- Atamaita (Livius.org, Jona Lendering)  Arhivirana inačica izvorne stranice od 14. svibnja 2011. (Wayback Machine)